# Elisabeth von der Pfalz (1618–1680)

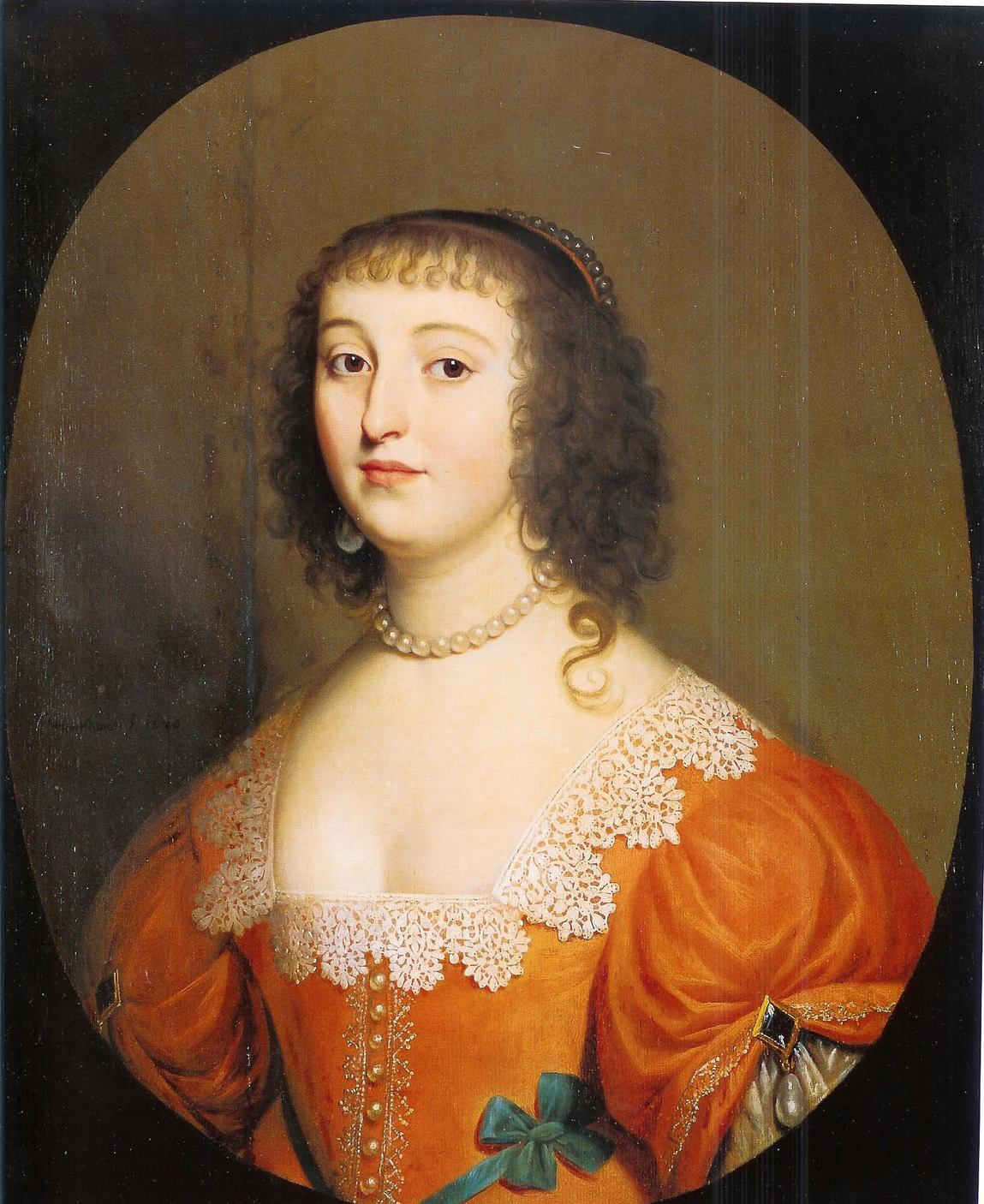
Äbtissin Elisabeth von Herford

Elisabeth von der Pfalz (auch Elisabeth von Böhmen, Elisabeth von Herford; * 26. Dezember 1618 in Heidelberg; † 8. Februar 1680 in Herford) war die älteste Tochter des Kurfürsten Friedrich V. von der Pfalz und seiner Gemahlin Elisabeth Stuart, Prinzessin von England, Schottland und Irland, und wurde ab 1667 als Elisabeth III. Äbtissin des reichsunmittelbaren Frauenstifts Herford. Sie war Philosophin, Mathematikerin und Wissenschaftlerin. Sie hat mit vielen Intellektuellen ihrer Zeit korrespondiert, besonders ihre Kritik an René Descartes hat seine Arbeit maßgeblich geprägt.

## Leben

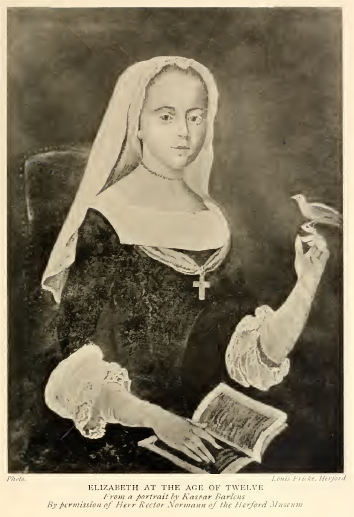
Elisabeth im Alter von 12 Jahren

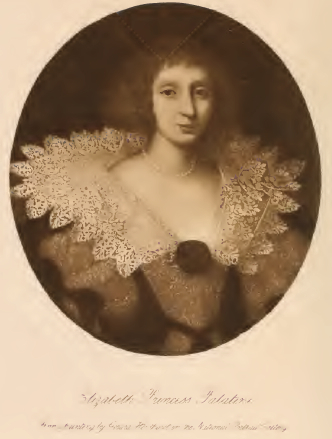
Porträt von Elisabeth aus der Nationalgalerie.

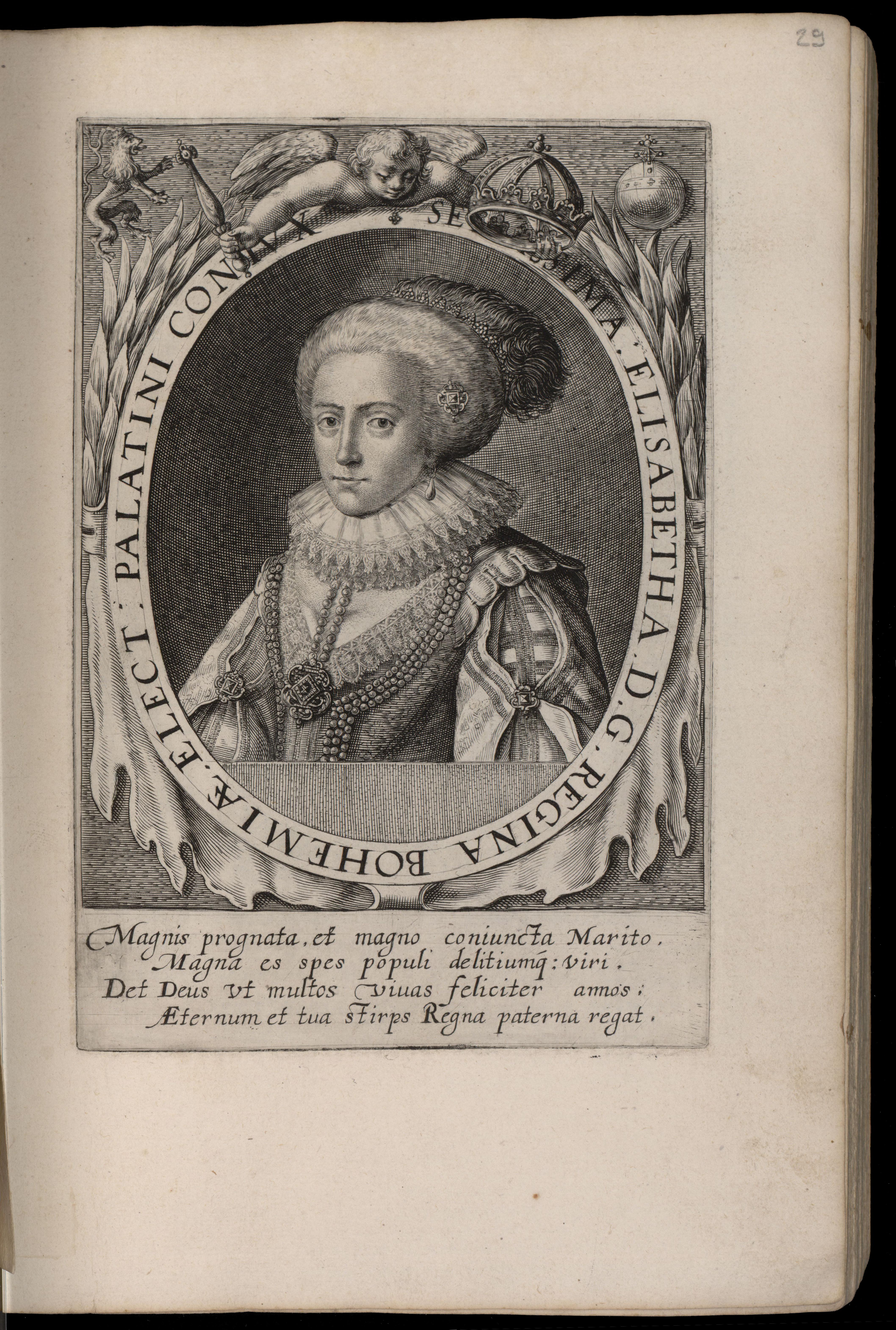
Elisabeth von der Pfalz

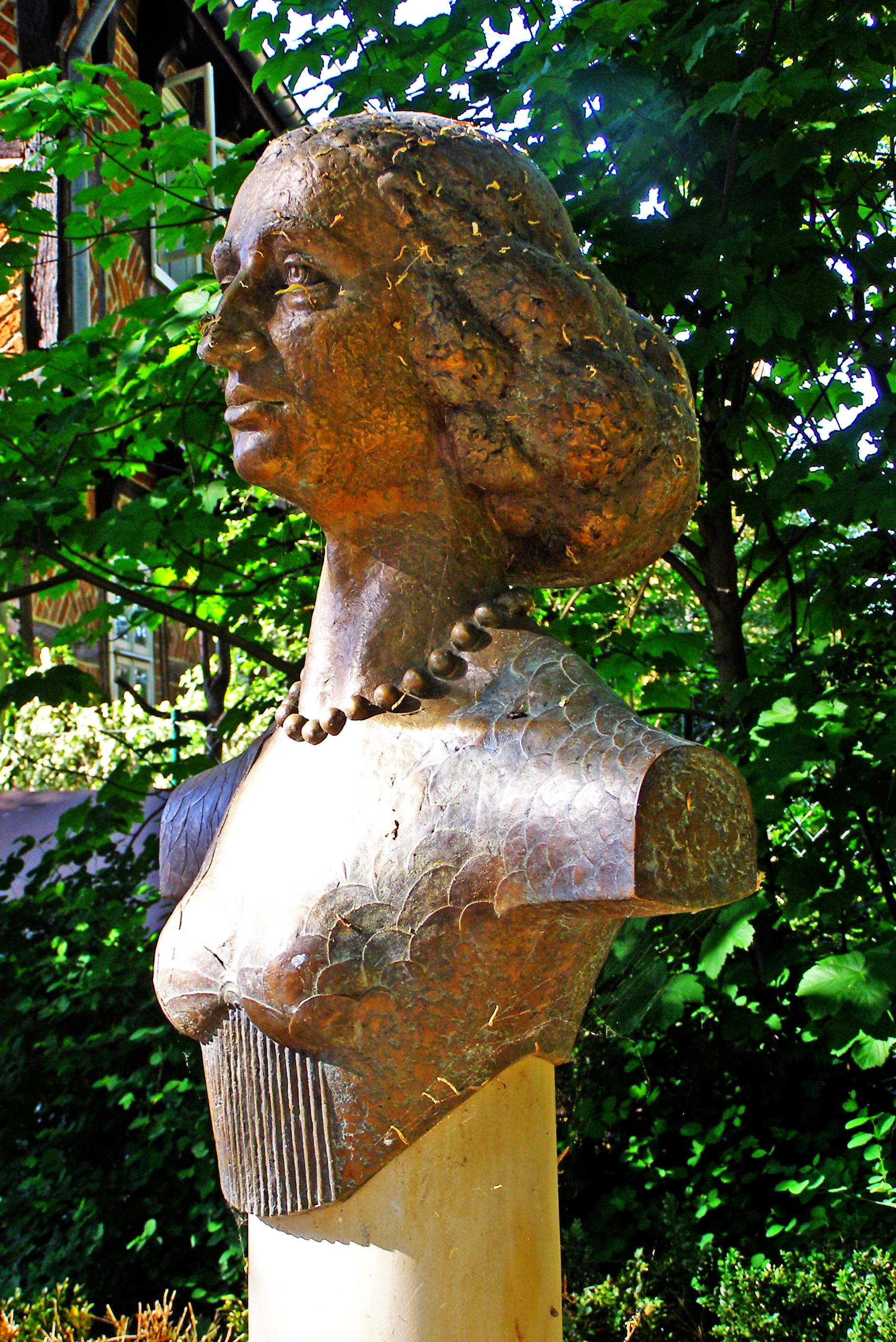
Büste der Elisabeth von der Pfalz in Herford

### Geburt (1618) und Familie
Elisabeth von der Pfalz wurde am 26. Dezember 1618 in Heidelberg geboren. Sie war das dritte von dreizehn Kindern des Pfälzer Kurfürsten Friedrich V. von der Pfalz, der von 1619 bis 1620 als böhmischer Winterkönig beim Ausbruch des Dreißigjährigen Krieges eine tragische Rolle spielte, und seiner Frau Elisabeth Prinzessin von England, Schottland und Irland, einer Tochter von Jakob I. von England und Schwester von Karl I. Ihr Vater wurde ein Jahr nach ihrer Geburt von den Böhmen zum König gewählt und verlor am 8. November 1620 sein Königreich und sein angestammtes Kurfürstentum, die Pfalz. Elisabeth wurde zunächst von ihrer Großmutter, Kurfürstin Luise Juliane, einer geborenen Prinzessin von Oranien, in Heidelberg erzogen, welche sie dann aber nach der Schlacht am Weißen Berg bei Prag am 8. November 1620 zu ihren nach Berlin geflüchteten Eltern brachte. Damit beginnen für die junge Prinzessin von der Pfalz die Wanderjahre von Hof zu Hof, von Land zu Land.

### Geschwister
|     | Geschwister von Elisabeth von der Pfalz |
| --- | --- |
| 1.  | Heinrich Friedrich (* 11. Januar 1614 in Heidelberg; † 17. Januar 1629 in der Nähe von Haarlem ertrunken, Grabstätte im St. Vinzent Kloster oder in der Prinzenkirche in ’s-Gravenhage, Niederlande), Kurprinz von der Pfalz |
| 2.  | Karl Ludwig (* 22. Dezember 1617 in Heidelberg; † 28. August 1680 bei Edingen), Kurprinz und nachmaliger Kurfürst von der Pfalz |
| 3.  | Elisabeth (* 26. Dezember 1618 in Heidelberg; † 8. Februar 1680 im Stift Herford, Grabstätte im Herforder Münster, seit dem 30. April 1667 Äbtissin zu Herford (Westfalen)) |
| 4.  | Ruprecht (* 27. Dezember 1619 in Prag; † 29. November 1682 in London, Grabstätte in der Westminster-Abtei, London), seit 1643 Duke of Cumberland, britischer Admiral, Gouverneur von Windsor ⚭ morganatisch mit Lady Bellamont und später mit Margarete Hewes |
| 5.  | Moritz (* 6. Januar 1621 in Küstrin; † September 1652, verschollen, wahrscheinlich bei einem Schiffbruch auf hoher See oder als Gefangener in Algier gestorben) |
| 6.  | Louise Maria „Luise-Hollandine“ (* 18. April 1622 in Den Haag; † 11. Februar 1709 im Kloster Maubuisson, Grabstätte im Zisterzienserinnenkloster Maubuisson in Saint-Ouen-l’Aumône, Département Val-d’Oise, Frankreich), seit 1664 Äbtissin zu Maubuisson |
| 7.  | Ludwig (* 31. August 1623 in Den Haag; † 24. Dezember 1623 ebd., Grabstätte im St. Vinzent-Kloster oder in der Prinzenkirche in ’s-Gravenhage, Niederlande) |
| 8.  | Eduard (* 5. Oktober 1625 in Den Haag; † 13. März 1663 in Paris, Grabstätte in der Klosterkirche Val de Grace, Paris) ⚭ seit 1645 mit Anna Gonzaga (* 1616; † 6. Juli 1684), Prinzessin von Nevers, Mantua und Monferrat |
| 9.  | Henriette Marie (* 17. Juli 1626 in Den Haag; † 18. September 1651 in Sárospatak, Grabstätte in der St. Michaels-Kirche, Karlsburg, heute Alba Iulia, Rumänien) ⚭ seit dem 16. Mai 1651 in Patak mit Sigismund II. Rákóczi (* 14. Juli 1622; † 4. Februar 1652 in Făgăraș, Grabstätte in der St. Michaels-Kirche, Karlsburg, heute Alba Iulia, Rumänien), Graf von Mongatsch |
| 10. | Philipp (* 16. September 1627 in Den Haag; 16. Dezember 1650 in der Schlacht bei Rethel gefallen, Grabstätte in der Pfarrkirche Saint Charles, Sedan), lothringischer Reiterobers |
| 11. | Charlotte (* 19. Dezember 1628 in Den Haag; † 24. Januar 1631 in Den Haag, Grabstätte in der Hof- und Kollegiatskapelle, später französische Klosterkirche, Den Haag, Niederlande) |
| 12. | Sophie (* 14. Oktober 1630 in Den Haag; † 8. Juni 1714 in Herrenhausen, Grabstätte im Welfenmausoleum im Berggarten Herrenhausen in Hannover); ⚭ seit dem 17. Oktober 1658 in Heidelberg mit Ernst August, Kurfürst von Hannover |
| 13. | Gustav Adolf (* 14. Januar 1632 in Den Haag; † 9. Januar 1641, Grabstätte in der Hof- und Kollegiatskapelle, später französische Klosterkirche, Den Haag, Niederlande) |

### Wanderjahre (1620–1667)

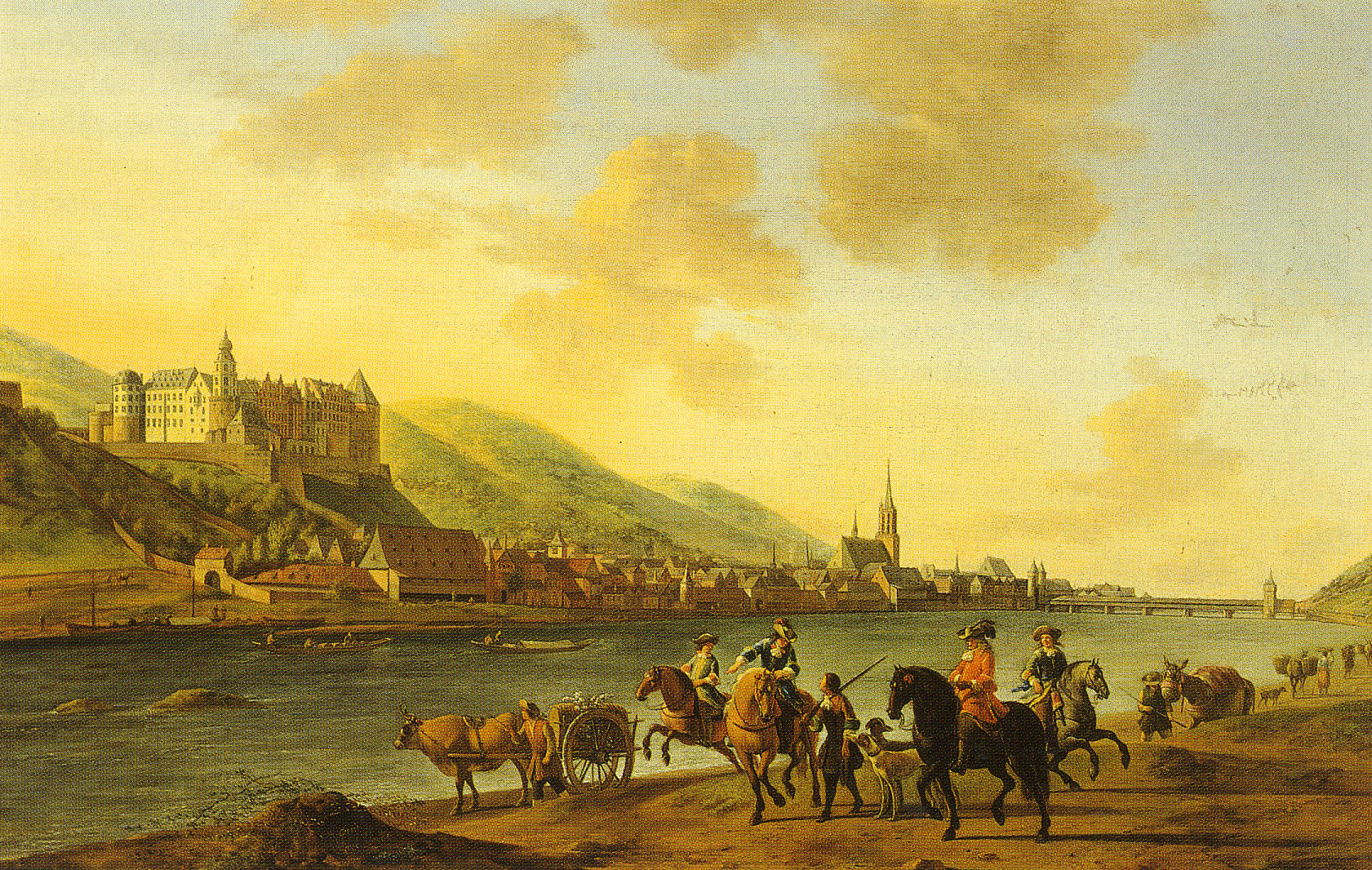
Heidelberg 1670, von Gerrit Berckheyde

Die Eltern zogen von dort bald weiter in die Niederlande ins Exil und beließen Elisabeth zunächst in der Obhut des kurfürstlich-brandenburgischen Hofes. Ihre Großmutter, die Kurfürstin Luise Juliane von der Pfalz (Tochter Wilhelms von Oranien), floh mit der jungen Prinzessin an den Hof ihres Schwiegersohnes, des Kurfürsten Georg Wilhelm von Brandenburg. Elisabeth verbrachte acht Jahre in Berlin und Crossen an der Oder. Unter der Aufsicht ihrer geistvollen Großmutter und ihrer frommen Tante Katherina erhielt sie eine vorbildliche Erziehung, in deren Verlauf die Grundlagen ihrer stark calvinistisch geprägten Frömmigkeit gelegt wurden. Ab 1627 lebte sie dann bei ihren Eltern in Den Haag. Nach dem Tod des Vaters 1632 wurde sie von ihrer Mutter erzogen.
Im Alter von neun oder zehn Jahren wurde sie, wie auch ihre Geschwister, von ihrer Mutter an eine Adelsfamilie in Leiden in den Niederlanden zur Erziehung übergeben. Diese Praxis war in Königshäusern des 17. Jahrhunderts weit verbreitet, wie z. B. auch die Mutter selbst einst in Schottland aufgezogen worden war.
Elisabeths Ausbildung am Prinsenhof in Leiden ist nur lückenhaft überliefert, doch es ist bekannt, dass sie und ihre Geschwister Sprachen wie Griechisch, Latein, Französisch, Englisch und Deutsch sowie eventuell weitere Sprachen erlernten. Zudem ist davon auszugehen, dass sie in Logik, Mathematik, Politik, Philosophie und Naturwissenschaften unterwiesen wurde. Aufgrund ihrer herausragenden intellektuellen Fähigkeiten wurde sie von ihren Geschwistern „La Greque“ (die Griechin) genannt. Darüber hinaus erhielt sie Unterricht in Malerei, Musik und Tanz. Bereits in jungen Jahren zeigte sie eine ausgeprägte Begabung für Wissenschaft und ihre Ausbildung, insbesondere in Mathematik, legte den Grundstein für ihre späteren Arbeiten. Sie kannte den aktuellen Stand der Forschung in vielen wissenschaftlichen Bereichen und korrespondierte mit zahlreichen Intellektuellen.
Als Elisabeth knapp fünfzehn Jahre alt war, bewarb sich König Ladislaus IV. von Polen (Władysław IV. Wasa) und Großfürst von Litauen um ihre Hand. Die Verhandlungen zogen sich über Jahre hin. Trotz der leidenschaftlichen Anträge des polnischen Königs konnte sich Elisabeth nicht zu einer Heirat entschließen. Die polnische Geistlichkeit und der Reichstag bestand auf ihrem Übertritt zum katholischen Glauben. Als überzeugte Calvinistin war Elisabeth jedoch nicht bereit, diesen Schritt zu gehen.
Sie stand unter anderem mit Anna Maria von Schürmann und mit René Descartes in Verbindung. Über einen Zeitraum von sechs Jahren führten sie einen intensiven Gedankenaustausch, der die Bereiche Philosophie, Mathematik und Naturwissenschaften umfasste. Aus diesem Briefwechsel entstand unter anderem sein Traktat Les Passions de l’âme (deutsch: Die Leidenschaften der Seele). Descartes widmete ihr später sein naturphilosophisches Hauptwerk, die Principia Philosophiae (deutsch: Die Prinzipien der Philosophie) von 1644. Neben Descartes und von Schürmann korrespondierte Elisabeth mit vielen anderen, darunter mit dem Presbyterianer und Puritaner Edward Reynolds und verschiedenen Quäkern. Zu ihnen gehörten vor allem der Cartesianer Nicholas Malebranche, Gottfried Wilhelm Leibniz, Robert Barclay und der Gründer von Pennsylvania, William Penn.
Nachdem sie längere Zeit am Hof ihres Vetters, des Kurfürsten Friedrich Wilhelm von Brandenburg, und dann in Kassel bei ihrer Cousine Hedwig Sophie, verh. Landgräfin von Hessen-Kassel, gelebt hatte, wurde sie 1661 zur Vertreterin der Äbtissin (Koadjutor) in der Reichsabtei Herford gewählt und 1667 Äbtissin.

### Äbtissin (1667–1680)
Prinzessin Elisabeth von der Pfalz wurde am 30. April 1667, feierlich als neue Fürstäbtissin des Reichsstiftes Herford inthronisiert. Um standesgemäß in Herford einziehen zu können, hatte ihr Kurfürst Friedrich Wilhelm von Brandenburg eine Karosse mit einem Sechsergespann geschenkt. Damit war die jahrelange Irrfahrt der Prinzessin von Hof zu Hof beendet.
Elisabeth zeichnete sich durch ihre Genauigkeit bei der Erfüllung ihrer Pflichten, ihre Bescheidenheit und Philanthropie sowie insbesondere durch ihre Gastfreundschaft gegenüber den aus Gewissensgründen Verfolgten aus.
Die Geschichte der Labadisten und Quäker ist eng mit der Geschichte Herfords und des Reichsstiftes verbunden. Im Jahr 1670 nahm die Äbtissin, die sich zunehmend einer mystischen christlichen Strömung zuwandte, Labadisten und Quäker in Herford auf. Die lutherische Bevölkerung reagierte auf deren mystisches, von der Norm abweichendes Verhalten, mit großem Unmut. Ihre Freundin Anna Maria von Schürmann hatte sich im Alter von 62 Jahren der Gemeinde der Labadisten angeschlossen. Die Gruppe, der auch die niederländische Labadistin Anna van Aerssen van Sommelsdijk und ihre Schwestern Maria und Lucia angehörten, gelangte 1670 über Middelburg und Amsterdam nach Herford, wo die Fürstäbtissin der Gemeinde für eine gewisse Zeit Zuflucht gewähren konnte. Sie lebten nicht in der Abtei, wohl aber unter deren Schutz. 1672 wurde die Gruppe durch ein Edikt des Reichskammergerichts zu Speyer von dort vertrieben.
Die Quäker Robert Barclay und William Penn besuchten Elisabeth, die sogar Quäkerandachten in ihrer Abtei gestattete und sich beim König von England aktiv für deren Duldung einsetzte. Um den Jahreswechsel 1679/80 kam auch der Philosoph Gottfried Wilhelm Leibniz nach Herford.
Als Äbtissen war sie sehr erfolgreich. Sie wurde Descartes eifrigste Schülerin und stand bis zu seinem Tod mit ihm in lebhaftem Briefwechsel, aus dem unter anderem sein Traktat Die Leidenschaften der Seele entstand. Descartes widmete ihr später sein naturphilosophisches Hauptwerk, die Principia Philosophiae von 1644. Neben Descartes und von Schürmann korrespondierte Elisabeth mit vielen anderen, darunter mit dem Presbyterianer und Puritaner Edward Reynolds und verschiedenen Quäkern. Zu ihnen gehörten vor allem der Cartesianer Nicholas Malebranche, Gottfried Wilhelm Leibniz, Robert Barclay und der Gründer von Pennsylvania, William Penn. Während sie das Ziel zu haben schienen, sie zu ihrem Glauben zu bekehren, schien Elisabeth das intellektuelle Interesse an ihren Idealen und Überzeugungen zu interessieren.

### Tod (1680)
Gegen Ende des Jahres 1679 wurde die Äbtissin bettlägerig. Sie litt an Wassersucht und seit ihrer Jugend an Rheumatismus. Zu ihrer Freude erlebte sie auf ihrem Krankenlager die Aussöhnung mit ihrem Bruder Karl Ludwig. Der Pfalzgraf schickte seinen Leibarzt nach Herford, aber auch er konnte nicht mehr helfen. Unter den bedeutenden Persönlichkeiten, die nach Herford reisten, um die Äbtissin noch einmal zu sehen, befand sich auch der Philosoph Leibniz. Am 8. oder 11. Februar 1680 starb sie in der Abtei Herford. Elisabeth wurde im Herforder Münster begraben. Sie bestimmte in ihrem Testament, dass sie zu nächtlicher Stunde und in aller Stille ohne Gefolge, Grabgesang, Glockengeläut und Leichenpredigt bestattet werden wollte. Die Grabplatte befindet sich vor dem hohen Altar der Münsterkirche.

## Briefwechsel mit Descartes

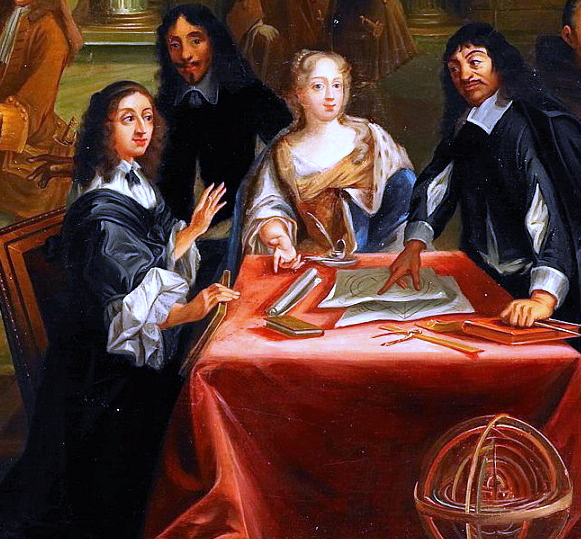
René Descartes (rechts) im Gespräch mit Königin Christina (mit dem schwarzen Haar links) und Elisabeth in der Mitte. Gemälde von Pierre Louis Dumesnil (1698–1781) über eine Begegnung, die nie stattgefunden hat.

Elisabeth war eine konstruktive Korrespondentin von Descartes und er widmete ihr ein Jahr nach ihrem ersten Briefwechsel sein naturphilosophisches Hauptwerk, die Principia Philosophiae von 1644. Sie war eine der wenigen Personen, deren Kritik Descartes ernst nahm und mit der er stets den Austausch pflegte. Er sagte selbst, dass sie die einzige Person sei, die seine Arbeit komplett verstehen würde. Angeregt durch ihre Kritik schrieb er, nach ihrer Aufforderung, sein Traktat „Les Passions de l’âme“. Ihre Meinung war von ihm so hoch angesehen, dass sie das Werk vor der Veröffentlichung verbessern musste. Sie stand bis zu seinem Tod mit ihm in lebhaftem Briefwechsel.
Den wohl wichtigsten Beitrag zur Philosophie leistete Elisabeth in ihrem Briefwechsel mit Descartes. Weil Descartes verstand, wie wichtig diese Briefe für seine philosophische Arbeit waren, wollte er sie veröffentlichen, obwohl sich Elisabeth bis zu ihrem Tod weigerte, ihre Briefe freizugeben. Der Briefwechsel wird mittlerweile in der Descartes-Forschung als eine der wichtigsten Quellen angesehen. Man erkennt ihren großen Einfluss auf Descartes an, der zu seiner Zeit wenig Kritik von anderen Philosophen als Elisabeth annahm.

## Beiträge zur Philosophie

### Das Interaktionsproblem

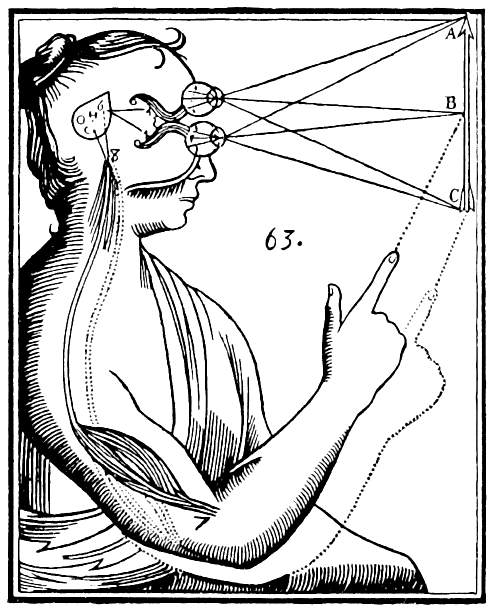
René Descartes’ Illustration der Interaktion zwischen Geist und Körper über die Epiphyse

Die philosophische Frage nach der ursächlichen Wechselbeziehung (lateinisch: influxus physicus) zwischen materiellem Körper und dem nicht materiellen Geist wurde bereits früh als Problem für den Dualismus erkannt. René Descartes widmete sich in einem Briefwechsel mit Elisabeth der Frage, wie der Geist mit dem Körper interagiert.
Elisabeth traf Descartes bei einem seiner Besuche in Den Haag. Descartes reiste nach Den Haag, um mit einigen der führenden intellektuellen Persönlichkeiten der Niederlande zu konferieren, die seine Philosophie unterstützen könnten. Den Haag war oft ein Treffpunkt für einflussreiche Persönlichkeiten.

#### Definition von Descartes
Nach Auffassung von Descartes ist die Schnittstelle zwischen Körper und Geist eine zentrale Drüse des Gehirns, über die durch minimale Bewegungen feinster und sehr beweglicher Teile des Blutes (Spiritus) sowohl die Seele durch die Eindrücke des Körpers wie auch der Körper durch die Seele bewegt werden könne:

„Fügen wir hier hinzu, dass die kleine Drüse, die der Hauptsitz der Seele ist, solcherart zwischen den Hohlräumen aufgehängt ist, die diese Spiritus enthalten, dass sie durch sie auf ebensoviel verschiedene Weisen bewegt werden kann, wie es wahrnehmbare Verschiedenheiten an den Objekten gibt, aber die Drüse auch durch die Seele verschieden bewegt werden kann.“

#### Kritik von Elisabeth
Nach der Lektüre der Meditationen (Meditationes de prima philosophia) wandte sich Elisabeth in einem Brief an Descartes. In diesem Brief, datiert auf den 16. Mai 1643, formulierte Elisabeth ihre Überlegungen zu den Meditationen Descartes’: „Sagen Sie mir bitte, wie die Seele eines Menschen (die ja nur eine denkende Substanz ist) die körperlichen Geister bestimmen und so freiwillige Handlungen hervorbringen kann“. Elisabeth stellt Descartes’ Idee des Dualismus in Frage und fragt, wie die Seele und der Körper zusammenwirken können. Elisabeth fragt sich, wie etwas Immaterielles (Descartes’ Vorstellung vom Geist) etwas Materielles (den Körper) bewegen kann. Damit ist Elisabeth die erste Person, die das sogenannte Interaktionsproblem präzise formuliert. Descartes antwortet auf Elisabeths Brief, dass man sich diese Wechselwirkung nicht zwischen zwei Körpern vorstellen sollte, sondern dass es sich um die Art von Vereinigung handelt, die zwischen den beiden Qualitäten der Schwere und der Körper besteht.
Elisabeth war mit dieser unzureichenden Antwort nicht zufrieden, weshalb sie erneut an Descartes schrieb. In diesem Brief vom 20. Juni 1643 schreibt Elisabeth, dass sie „die Idee nicht verstehen kann, durch die wir beurteilen müssen, wie die Seele (nicht ausgedehnt und immateriell) den Körper bewegen kann, das heißt, durch die Idee, durch die Sie zu einer anderen Zeit die Schwere verstanden haben, ... Und ich gebe zu, dass es mir leichter fallen würde, dem Geist Materie und Ausdehnung zuzugestehen, als einem immateriellen Ding die Fähigkeit zuzugestehen, einen Körper zu bewegen und von einem solchen bewegt zu werden.“ Elisabeth erwähnt besonders die Schwachstellen in Descartes’ Dualismus, deswegen fragt sie immer wieder nach der Art der Interaktion zwischen Körper und Geist. Um die kausale Wirksamkeit eines immateriellen Geistes zu erklären, schlägt Elisabeth vor, dass Descartes entweder die für die Geist-Körper-Interaktion angemessene Erklärung der Kausalität oder die substanzielle Natur des Geistes so formuliert, dass die Interaktion zwischen beiden erklärt werden kann.
Der Briefaustausch verdeutlicht, dass Elisabeth einer mechanistischen Auffassung von Kausalität verpflichtet ist, d. h. einer, die sich auf effiziente Kausalität beschränkt. Sie lehnt Descartes’ Berufung auf das scholastische Konzept der Schwere als Erklärungsmodell für die Interaktion zwischen dem Mentalen (res cogitans) und dem Physischen (res extensa) bzw. Geist und Körper ab. Sie argumentiert, dass es, wie Descartes selbst zuvor dargelegt hat, unverständlich und unvereinbar mit einer mechanistischen Auffassung der Natur ist. Das heißt, sie lehnt das formale kausale Erklärungsmodell, das dem scholastischen Begriff der realen Qualität zugrunde liegt, entschieden ab, insofern sie sich weigert, dieses Modell in bestimmten Kontexten für angemessen zu halten. Diese Offenheit zeigt, dass sie über die Debatten über die Natur der Kausalität in dieser Zeit informiert ist.

### Feminismus
Elisabeth von Böhmen nimmt eine bedeutende Stellung in der Geschichte des Feminismus innerhalb der Philosophie ein. Ihre philosophische Arbeit sowie die Unterstützung, die sie anderen Intellektuellen des 17. Jahrhunderts zukommen ließ, trugen maßgeblich zu ihrer Wahrnehmung in der Forschung bei. Die Korrespondenzen und das Leben dieser Intellektuellen werden von einigen Forschern untersucht, um die Beschränkungen zu verstehen, denen sie unterlagen. Andere wiederum nutzen ihren Briefwechsel mit Descartes als Argument dafür, dass es lohnenswert sei, Frauen in den philosophischen Kanon aufzunehmen, auch wenn ihre Beiträge unterschiedliche Formen annehmen können. Auch die Frage, wie Elisabeths Geschlecht ihren Zugang zur Philosophie beeinflusste, ist Gegenstand der Forschung.
Durch ihren regen Briefwechsel mit den großen Philosophen ihrer Zeit, wie dem deutschen Philosophen Leibniz oder dem französischen Philosophen Malebranche, schuf sie ein europäisches Netzwerk lebendiger Philosophie. Darüber hinaus nutzte sie ihr Exil in Den Haag, um ein Netzwerk für Akademikerinnen aufzubauen. Dieses Netzwerk war ein Raum, in dem sich Frauen durch Briefwechsel in der philosophischen Forschung engagieren konnten. Neben Elisabeth gehörten diesem Netzwerk auch die Malerin und Dichterin Anna Maria van Schurman, die Schriftstellerin Marie de Gournay und die Naturwissenschaftlerin Lady Ranelagh an.

### Andere philosophische Themen
Sie vertritt außerdem die Position der aristotelischen Nikomachische Ethik, indem sie einwendet, dass Descartes’ sehr liberale Auffassung von Tugend, die nur die Absicht verlangt, Gutes zu tun, nicht voraussetzt, dass die guten Absichten in tatsächlich guten Handlungen verwirklicht werden. Elisabeths Interesse an der politischen Philosophie lag besonders in der richtigen Bewertung von Handlungen und deren Ergebnissen, dies hängt wahrscheinlich auch mit ihrer Position als Prinzessin im Exil zusammen, die hofft, dass ihre Familie einen Teil ihrer politischen Macht zurückerhält. Es wird diskutiert, ob sie eine Anhängerin der philosophischen Weltanschauung des Materialismus war.

## Beiträge zur Geometrie

Beispiel von drei Kreisen (schwarz) und den zugehörigen acht Lösungskreisen (bunt)

Kurz nach dem ersten Briefwechsel über die Interaktion und Vereinigung von Geist und Körper, stellt Descartes Elisabeth das klassische geometrische Problem der drei Kreise (das Apollonius-Problem): einen Kreis zu finden, der jeden der drei gegebenen Kreise in einer Ebene berührt. Dies machte er wahrscheinlich, um zu testen, wie intelligent die Prinzessin war. Während Elisabeths Lösung heutzutage verschollen ist, deuten Descartes’ Kommentare darauf hin, dass Elisabeth bereits die Techniken der algebraischen Geometrie beherrschte. Es wird angenommen, dass sie diese aus dem Lehrbuch des niederländischen Mathematikers Jan Jansz de Jonge Stampioen gelernt hat. Elisabeths Herangehensweise an das Problem scheint sich von Descartes’ eigener zu unterscheiden, und Descartes bemerkt, dass ihre Lösung aufgrund der Verwendung nur einer einzigen Variablen eine Symmetrie und Transparenz aufweist, die seiner fehlte. Danach schien Descartes sie als ebenbürtig zu empfinden. Elisabeths anerkannter mathematischer Scharfsinn zeigt sich auch durch ihre Korrespondenz mit dem niederländischen Frans van Schooten und dem englischen John Pell, Mathematiker, die ihre Hilfe beim Verständnis von Descartes’ Geometrie in Anspruch nehmen wollten.

## Denkmal und Namensgeberin
In ihrer Geburtsstadt Heidelberg wurde Elisabeth von der Pfalz auf mehrfache Weise geehrt, so wurde eine Straße nach ihr benannt (früher Kurpfalzring, Wieblingen), die Quelle des Radiumsolbades der Stadt, ein Brunnen auf dem Schlossberg und ein Platz mit einem Gedenkstein am Philosophenweg.

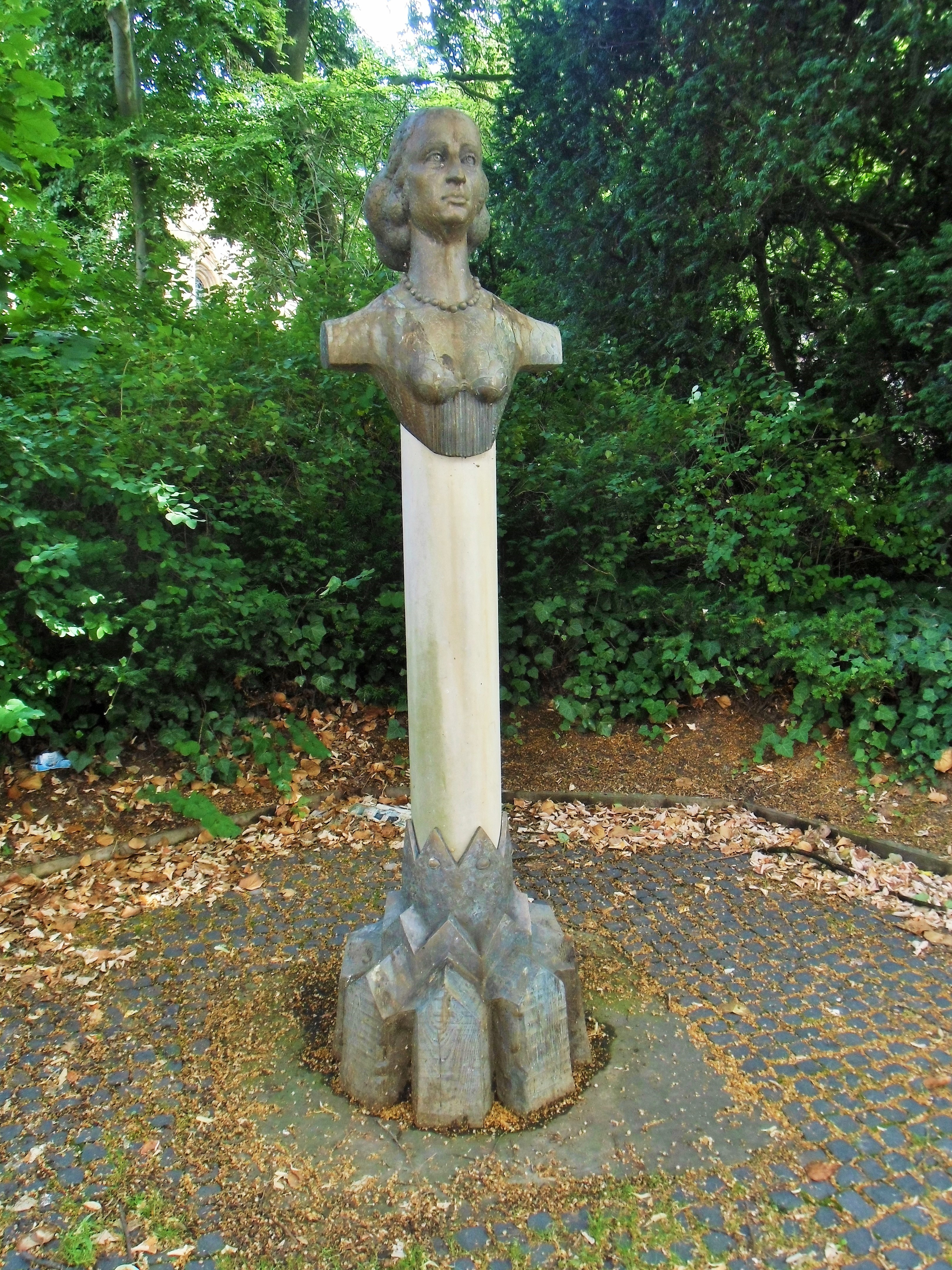

In der Stadt Herford wurde für sie an der nach ihr benannten Elisabethstraße ein Denkmal errichtet. Der Künstler Wolfgang Knorr hat die Büste geschaffen. Ihr Wohnhaus steht noch heute in der Straße Holland Nr. 33. Außerdem ist nach ihr ein Herforder Berufskolleg für das Sozial- und Gesundheitswesen in der Trägerschaft des Kirchenkreises Herford benannt.
Im Herforder Münster gibt es eine Gedenktafel für Elisabeth. Ihre letzte Ruhestätte liegt vor dem Hochaltar. Ihre lateinische Inschrift lautet in deutscher Übersetzung:

„Dem besten, höchsten Gott geweiht.

Hier liegt

die durchlauchtigste Fürstin und Stiftsoberin zu Herford Elisabeth,

von den pfälzischen Kurfürsten und Königen Großbritanniens entsprossen,

eine Jungfrau von durchaus königlichem Geist,

von unbesiegbarer Charakterstärke und Würde in jeder Schicksalslage,

von ausgezeichneter Klugheit und Geschicklichkeit in der Führung der Geschäfte,

weit über das Los ihres Geschlechtes und der damaligen Zeit berühmt,

die durch die Gunst der Könige und die Freundschaft der Fürsten,

durch die schriftlichen Denkmäler der Gelehrten,

durch die Zungen und den Beifall aller christlichen Völker,

aber vor allem durch eigene Tüchtigkeit die Unsterblichkeit ihres Namens erlangt hat.

Geboren im Jahre 1618 am 26. Tage des Dezembers.

Gestorben im Jahre 1680 am 8. Tage des Februars.

Sie hat gelebt 61 Jahre, 1 Monat und 16 Tage.

Sie hat regiert 12 Jahre, 10 Monate und 2 Tage.“

In Mannheim ist sie Namensträgerin eines Gymnasiums.
Seit 2018 wird der Elisabeth of Bohemia Prize verliehen, um die Leistungen von Philosophinnen in der Geschichte der Philosophie zu würdigen. Er wird jedes Jahr in Kooperation mit dem Center for the History of Women Philosophers and Scientists vergeben.

## Briefe
- René Descartes: Der Briefwechsel mit Elisabeth von der Pfalz. Französisch-Deutsch. Übersetzt von Isabelle Wienand, Olivier Ribordy und Benno Wirz, unter Mitarbeit von Angela Schiffhauer. Hamburg: Meiner 2015, ISBN 978-3-7873-2478-1